# Бандич Мілан 365 — Партія праці та солідарності
Бандич Мілан 365 — Партія праці та солідарності (хорв. Bandić Milan 365 – Stranka rada i solidarnosti) — хорватська парламентська лівоцентристська політична партія, яку заснував мер Загреба Мілан Бандич спільно зі своїми співробітниками. На парламентських виборах 2016 р. пройшла в Сабор з трьома депутатами. Під час виборів входила в коаліцію «За прем'єра» разом із такими політсилами, як «Реформісти», «Нова хвиля», Хорватська селянська партія Степана Радича і блок «Пенсіонери Разом». У дев'ятому скликанні хорватського парламенту, сформованому після виборів 2016, підтримує уряд. Політична програма партії спершу зосереджувалася на місті Загреб з послідовним поширенням на інші частини Республіки Хорватії, як-от участь партії у позачергових виборах депутатів скупщини Лицько-Сенської жупанії у 2019 р.